# Лангенцен
Лангенцен (њем. Langenzenn) град је у њемачкој савезној држави Баварска. Једно је од 14 општинских средишта округа Фирт. Према процјени из 2010. у граду је живјело 10.498 становника. Посједује регионалну шифру (AGS) 9573120.

## Географски и демографски подаци
Лангенцен се налази у савезној држави Баварска у округу Фирт. Град се налази на надморској висини од 313 метара. Површина општине износи 46,3 km². У самом граду је, према процјени из 2010. године, живјело 10.498 становника. Просјечна густина становништва износи 227 становника/km².

## Међународна сарадња
| Мјесто   | Држава  | Врста сарадње | Од    |
| -------- | ------- | ------------- | ----- |
| Нојштифт | Италија | контакт       | 1981. |
| Извор    |         |               |       |